# Ципари (Тимиш)
Ципари (рум. Țipari) је насељено место општине Коштеју у жупанији Тимиш у Румунији. Према попису из 2021 године било је 963 становника. 

## Становништво
Према попису становништва из 2011. године у насељу је живело 795 становника. 
| Етнички састав према попису из 2011. године‍ | Етнички састав према попису из 2011. године‍ | Етнички састав према попису из 2011. године‍ | Етнички састав према попису из 2011. године‍ | Етнички састав према попису из 2011. године‍ |
| ------------------------------------------- | ------------------------------------------- | ------------------------------------------- | ------------------------------------------- | ------------------------------------------- |
|                                             |                                             |                                             |                                             |                                             |
| Мађари                                      | Мађари                                      |                                             | 350                                         | 44%                                         |
| Румуни                                      | Румуни                                      |                                             | 342                                         | 43%                                         |
| неизјашњени                                 | неизјашњени                                 |                                             | 84                                          | 10,6%                                       |